# Владимир Набоков
Владимир Владимирович Набоков (рус. Владимир Владимирович Набоков, Санкт Петербург, 22. април 1899 — Монтре, 2. јул 1977) био је руско-амерички књижевник.
Емигрирао је у Берлин 1919. где је, након студија у Енглеској, деловао као књижевник, спортски инструктор, преводилац и новинар. У САД одлази 1940, где живи пишући на енглеском језику. Под утицајем класичне руске и модерне европске књижевности пише романе у којима уз обиље фантазије и хумора супротставља традиционални и модерни систем вредности.
Набоковљева Лолита (1955) заузела је четврто место на листи 100 најбољих романа модерне библиотеке у 2007. години; Дело Бледа ватра (1962) заузела је 53. место на истој листи; а његови мемоари, Говори, сећање (1951), стављени су на осмо место на листи највећих нефикционих дела 20. века, издавача Рандом Хаус. Он је био седмоструки финалиста Националне награде за белетристику.

## Биографија
Набоков је рођен 10. априла 1899. године у Санкт Петербургу. Одрастао је у једној од најбогатијих аристократских породица у царској Русији, где је добио изузетно кућно образовање. Од раног детињства је путовао и учио језике. Године 1910. уписује Тењишчевску велику школу, једну од најцењенијих школских установа у Петербургу. Истовремено се бави шахом, спортом, ентомологијом. Са седамнаест година објављује прву збирку песама, 1916. године. Након Октобарске револуције, породица Набоков се склонила на Крим, да би 1919. заувек напустили Русију. Живели су две године у Великој Британији, где је Владимир Набоков наставио школовање, изучавање романских и словенских језика на Тринити колеџу у Кембриџу. Од 1922. до 1937. године живео је у Берлину у врло неизвесним материјалним условима, издржавајући се давањем часова, састављањем шаховских комбинација за новине, а понекад је глумио и у филмовима. Оженио се Вером Слоним и родио им се син, али је опет био присиљен да бежи. Напушта Хитлерову Немачку и живи са породицом у Паризу до 1940. године када напушта Европу и одлази у Сједињене Америчке Државе.

### Живот у САД
Након доласка у Сједињене Америчке Државе, захваљујући великој помоћи руског композитора Рахмањинова, Набоков са породицом прво живи у Бостону, постаје предавач најпре на Велсли колеџу, а касније и на Корнелу. Ни долазак у Америку, ни стална потрага за изгубљеним домом нису утицале на љубав коју је Владимир открио као дечак на породичном сеоском имању у царској Русији, а то је љубав и интересовање за лептире које је наставио да лови и изучава. Колекција од 4324 лептира која му је припадала налази се у Музеју упоредне зоологије на Универзитету Харвард, где је дуго радио као кустос лепидоптера. У знак поштовања за ту његову склоност и текстове које је написао о лептирима и који имају научну вредност, род лептира  носи његово име. Његов верни животни пратилац, упркос брачним кризама, била је његова супруга, Вера Слоним Набоков, која га је несебично подстицала и помагала у свему што је радио. Многи сматрају да је пресудно утицала и на његову литературу, јер је био склон малодушности и одустајању.

### Болест и смрт
Набоков умире 2. јула 1977. године од вирусне инфекције плућа, изазване прекомерним пушењем.

## Књижевни рад
Једина званично објављена књига у Русији за живота Владимира Набокова је збирка Песме (68 песама). У Берлину ће 1922. године објавити прво приче, а затим уз помоћ руске емиграције и свој први роман Маша (1926). Док је боравио у Берлину Владимир Набоков је написао осам романа на руском језику: Човек из СССР, Краљ, краљица, пуб, Лужинова одбрана, Повратак Чорба, Камера обскура, Подвиг, Очајање, Позив на погубљење, Дар, Стварни живот Себастијана Најта… Касније ће своје романе, заједно са сином, Дмитром Набоковим превести на енглески. Први роман који је Набоков написао на енглеском је У знаку незаконито рођених који је тематски врло близак роману Позив на погубљење јер у њему се на гротескан начин бави механизмима насиља у тоталитарним полицијским државама.
Још одмалена Набоков је знао енглески језик, говорио је да га је научио пре руског, те је тако превео на руски Алису у земљи чуда, а затим на енглески Пушкиновог Јевгенија Оњегина, Љермонтовљевог Јунака нашег доба и др. Његова прва књига која се појавила на енглеском био је роман Стварни живот Себастијана Најта, али планетарну славу и интересовање овом писцу донеће Лолита. Овај роман прво је објављен у Европи, тачније 1955. у Паризу, 1958. у Америци. Прича о љубави између зрелог мушкарца и дванаестогодишње девојчице представљала је кршење табуа чак и у књижевним круговима, и због провокативности роман је означен између осталог и као порнографски. Идеја за роман Лолита зачета је још у Паризу 1940. године, Владимир Набоков је написао на руском, чак прочитао групи пријатеља “једне замрачене ратне ноћи“, да би након пресељења у Америку уништио ту верзију Лолите и написао је поново. Провокативна прича донела је аутору мноштво различитих неприлика, почев од одбијања америчких издавача да објаве роман, па до оптужби за плагијат које су настављене и након ауторове смрти. Требало је да прође неко време па да у први план избију уметничке вредности овог романа и сложена слика душевних стања кроз које пролази главни јунак. Стенли Кјубрик је откупио права и по сценарију Владимира Набокова, који је прилично изменио, снимио 1962. године Лолиту, касније, 1997. године и Андријан Лајн је по овом роману снимио филм. Поред Лолите екранизована су и следећа дела Владимира Набокова: Смех у тами, Краљ, краљица, пуб, Разочарење, Машењка, Госпођица О., Одбрана…

## Дела
- Смех у тами (1932),
- Очајање (1934),
- Позив на погубљење (1938),
- Лолита (1955),
- Пнин (1957),
- Бледа ватра (1962),
- Небески пут
- Ада (1969)
- Бенд Синистер
- Прозирне ствари
- Дар
- Погледај, Арлекине!
- Машењка
- Госпођица О.
- Разочарење
- Одбрана
- Краљ, краљица, пуб
- Стварни живот Себастијана Најта

### Критике
- Alexandrov, Vladimir E. (1991). Nabokov's otherworld. Princeton, N.J: Princeton University Press. ISBN 978-0-691-06866-4.
- Bader, Julia (1972). Crystal land; artifice in Nabokov's English novels. Berkeley: University of California Press. ISBN 978-0-520-02167-9.
- Barabtarlo, Gennady (1989). Phantom of fact: a guide to Nabokov's Pnin. Ann Arbor: Ardis. ISBN 978-0-87501-060-1.
- Blackwell, Stephen H. (2009). The quill and the scalpel: Nabokov's art and the worlds of science. Columbus: Ohio State University Press. ISBN 978-0-8142-1099-4.
- Boyd, Brian (1999). Nabokov's Pale fire: the magic of artistic discovery. Princeton, NJ: Princeton University Press. ISBN 978-0-691-00959-9.
- Connolly, Julian W. (2009). A reader's guide to Nabokov's "Lolita". Studies in Russian and Slavic literatures, cultures and history. Boston: Academic Studies Press. ISBN 978-1-934843-65-9.
- Foster, John Burt (1993). Nabokov's art of memory and European modernism. Princeton, N.J: Princeton University Press. ISBN 978-0-691-06971-5.
- Hardy, James D.; Martin, Ann (2011). "Light of my life": love, time and memory in Nabokov's Lolita. Jefferson, N.C. ; London: McFarland & Co. ISBN 978-0-7864-6357-2.
- Johnson, Donald B. (1985). Worlds in regression: some novels of Vladimir Nabokov. Ann Arbor: Ardis. ISBN 978-0-88233-908-5.
- Livry, Anatoly. «Nabokov le Nietzschéen» Архивирано на веб-сајту  (21. септембар 2013), HERMANN, Paris, 2010
- Ливри, Анатолий. Физиология Сверхчеловека. Введение в третье тысячелетие. СПб.: Алетейя, 2011. – 312 с. https://web.archive.org/web/20110816062952/http://exlibris.ng.ru/non-fiction/2011-06-02/6_game.html
- Meyer, Priscilla (1988). Find what the sailor has hidden: Vladimir Nabokov's Pale fire (1st изд.). Middletown, Conn: Wesleyan University Press. ISBN 978-0-8195-5206-8.
- Morris, Paul Duncan (2010). Vladimir Nabokov: poetry and the lyric voice. Toronto ; Buffalo: University of Toronto Press. ISBN 978-1-4426-4020-7.
- Nicol, Charles; Barabtarlo, Gennady, ур. (1993). A Small Alpine form: studies in Nabokov's short fiction. Garland reference library of the humanities. New York: Garland. ISBN 978-0-8153-0857-7.
- Pifer, Ellen (1980). Nabokov and the novel. Cambridge, Massachusetts: Harvard University Press. ISBN 978-0-674-59840-9.
- Rutledge, David S. (2011). Nabokov's permanent mystery: the expression of metaphysics in his work. Jefferson, N.C: McFarland & Co. ISBN 978-0-7864-6076-2.
- Schuman, Samuel (2014). Nabokov's Shakespeare. New York: Bloomsbury. ISBN 978-1-62892-426-8.
- Shrayer, Maxim D. (1998). The World of Nabokov's Stories. Literary modernism series. Austin: University of Texas Press. ISBN 978-0-292-77733-0.
- Julian W. Connolly, ур. (1999). „Jewish Questions in Nabokov's Life and Art”. Nabokov and his fiction: new perspectives. Cambridge studies in Russian literature. Cambridge ; New York: Cambridge University Press. стр. 73–91. ISBN 978-0-521-63283-6.
- Toker, Leona (1989). Nabokov: the mystery of literary structures. Ithaca: Cornell University Press. ISBN 978-0-8014-2211-9.
- Trousdale, Rachel (2010). Nabokov, Rushdie, and the transnational imagination: novels of exile and alternate worlds (1st изд.). New York: Palgrave Macmillan. ISBN 978-0-230-10261-3.
- Wood, Michael (1995). The magician's doubts: Nabokov and the risks of fiction. Princeton, N.J: Princeton University Press. ISBN 978-0-691-00632-1.
- Azam Zanganeh, Lila (2011). The enchanter: Nabokov and happiness (1st изд.). New York: W.W. Norton & Co. ISBN 978-0-393-07992-0.

### Медијске адаптације
- Peter Medak's short television film, Nabokov on Kafka, is a dramatisation of Nabokov's lectures on Franz Kafka's The Metamorphosis. The part of Nabokov is played by Christopher Plummer.
- Nabokov makes three cameo appearances, at widely scattered points in his life, in W. G. Sebald's The Emigrants.
- See Lolita.
- In 1972 the novel King, Queen, Knave was released as a movie directed by Jerzy Skolimowski and starring Gina Lollobrigida, David Niven and John Moulder-Brown.
- In 1978 the novel Despair was adapted by Tom Stoppard for the movie directed by Rainer Werner Fassbinder.
- In 1986 his first novel Mary (in Russian Maschenka) was loosely adapted for the movie Maschenka, starring Cary Elwes.
- The novel The Defense was adapted as a feature film, The Luzhin Defence, in 2000 by director Marleen Gorris. The film starred John Turturro and Emily Watson.

### Ентомологија
- Johnson, Kurt, and Steve Coates. (2001). Nabokov's blues: The scientific odyssey of a literary genius. ISBN 0-07-137330-6.. New York: McGraw-Hill.  (very accessibly written)
- Sartori, Michel, ed. Les Papillons de Nabokov. ISBN 2-9700051-0-7. [The butterflies of Nabokov]. Lausanne: Musée cantonal de Zoologie, (1993)  (exhibition catalogue, primarily in English)
- Zimmer, Dieter E. A Guide to Nabokov's Butterflies and Moths. ISBN 3-00-007609-3.. Privately published, (2001)  (web page)

### Друго
- Deroy, Chloé, Vladimir Nabokov, Icare russe et Phénix américain (2010). Dijon: EUD
- Gezari, Janet K.; Wimsatt, W. K. (1979). „Vladimir Nabokov: More Chess Problems and the Novel”. Yale French Studies (58): 102—115. JSTOR 2929973. doi:10.2307/2929973.